# 알렉세이 티셴코
알렉세이 빅토로비치 티셴코(러시아어: Алексе́й Ви́кторович Ти́щенко, 1984년 5월 29일~)는 러시아의 전직 권투 선수이다. 2000년대 경량급 국제 대회를 지배했던 선수로 2004년 하계 올림픽에서 페더급 금메달, 2008년 하계 올림픽에서 라이트급 금메달을 획득했다.

## 경력
룹촙스크에서 태어나 옴스크에서 성장했다. 유년 시절에는 배드민턴과 스포츠댄스를 배웠으며, 1993년에 아버지인 빅토르의 지도로 권투를 시작했다. 이후 블라디미르 이바센코에게 권투를 지도받으며 본격적으로 권투 선수의 길을 걸었다.   
2003년에 러시아 국가대표로 발탁되었고  폴란드 바르샤바에서 열린 2004년 하계 올림픽 유럽 지역 예선을 겸한 펠릭스 스탐 토너먼트에서 1위를 하면서 2004년 하계 올림픽 본선 진출 자격을 얻었다. 그 해 8월에 아테네에서 열린 하계 올림픽 페더급에서 금메달을 획득했다. 이듬해인 2005년 몐양에서 열린 2005년 세계 선수권 대회 페더급에서 금메달을 획득했다.
2006년에 라이트급으로 체급을 변경했으며, 그 해에 불가리아 플로브디프에서 열린 2006년 유럽 선수권 대회에서 우승을 차지했다. 이후 2008년 베이징에서 열린 2008년 하계 올림픽 결승전에서 프랑스의 다우다 소를 제치고 금메달을 획득했다.
2011년 2월 11일에 은퇴를 선언했다.